# Liste de jeux vidéo de hockey sur glace
La liste de jeux vidéo de hockey sur glace répertorie les jeux vidéo en rapport avec le hockey sur glace, classés par ordre alphabétique.
- Haut – A
- B
- C
- D
- E
- F
- G
- H
- I
- J
- K
- L
- M
- N
- O
- P
- Q
- R
- S
- T
- U
- V
- W
- X
- Y
- Z

## 0-10
- 2 on 2 Open Ice Challenge
- 3 on 3 NHL Arcade

## A
- Actua Ice Hockey
- Actua Ice Hockey 2

## B
- Backyard Hockey
- Backyard Hockey 2005
- Blades of Steel
- Brett Hull Hockey
- Brett Hull Hockey 95
- Bush Hockey League

## C
- Champion Ice Hockey
- Championship Hockey
- Crash 'n the Boys: Ice Challenge
- CrossCheck

## D
- Destinée Hockey

## E
- EA Hockey
- Eastside Hockey Manager
- Eishockey Manager
- ESPN National Hockey Night (1994)
- ESPN National Hockey Night (2001)
- ESPN NHL 2K5
- ESPN NHL Hockey

## F
- Face Off!
- Franco Girardelli Hockey

## G
- GM Hockey 2009
- GM Hockey Legacy 2013/14
- GM Hockey Renaissance
- Goons: Legends & Mayhem
- Great Ice Hockey
- Gretzky NHL
- Gretzky NHL 2005
- Gretzky NHL 06

## H
- Handy Hockey
- Hat Trick
- Hit the Ice
- Hockey (1972)
- Hockey (1980)
- Hockey (1985)
- Hockey (1992)
- Hockey Action
- Hockey Allstar Shootout
- Hockey League Simulator
- Hockey League Simulator 2
- Hockey Universe 2016
- Hockey Universe Multiplayer
- Hockey! / Soccer!
- Hockey?

## I
- Ice Hockey (1981)
- Ice Hockey (1988, Nintendo)
- Ice Hockey (1988, Anco)
- Ice Rage
- International Hockey
- International Ice Hockey

## J
Pas d'entrée.

## K
- Karamalz Cup
- Kidz Sports Ice Hockey

## L
Pas d'entrée.

## M
- ManagerZone
- Mario Lemieux Hockey
- MegArts Hockey
- Mutant League Hockey

## N
- NHL Hockey 94
- NHL 95
- NHL 96
- NHL 97
- NHL 98
- NHL 99
- NHL 2000
- NHL 2001
- NHL 2002
- NHL 2003
- NHL 2004
- NHL 2005
- NHL 06
- NHL 07
- NHL 08
- NHL 09
- NHL 10
- NHL 11
- NHL 12
- NHL 13
- NHL 14
- NHL 15
- NHL 16
- NHL 17
- NHL 18
- NHL 19
- NHL 20
- NHL 2K (2000)
- NHL 2K (2014)
- NHL 2K2
- NHL 2K3
- NHL 2K6
- NHL 2K7
- NHL 2K8
- NHL 2K9
- NHL 2K10
- NHL 2K11
- NHL 5-on-5 2005 Hockey
- NHL 5-On-5 2006
- NHL All-Star Hockey '95
- NHL All-Star Hockey '98
- NHL Blades of Steel
- NHL Blades of Steel '99
- NHL Blades of Steel 2000
- NHL Breakaway 98
- NHL Breakaway 99
- NHL Championship 2000
- NHL Eastside Hockey Manager
- NHL Eastside Hockey Manager 2005
- NHL Eastside Hockey Manager 2007
- NHL FaceOff
- NHL FaceOff '97
- NHL FaceOff 98
- NHL FaceOff 99
- NHL FaceOff 2000
- NHL FaceOff 2001
- NHL FaceOff 2002
- NHL FaceOff 2003
- NHL Hitz 2002
- NHL Hitz 2003
- NHL Hitz Pro
- NHL Hockey
- NHL Open Ice: 2 on 2 Challenge
- NHL PowerPlay '96
- NHL PowerPlay 98
- NHL Pro 99
- NHL Rivals 2004
- NHL Rock the Rink
- NHL Slapshot
- NHL Stanley Cup
- NHLPA and NHL Present: Wayne Gretzky's 3D Hockey, The
- NHLPA Hockey '93

## O
- Old Time Hockey
- Olympic Hockey Nagano '98

## P
- Power Play Hockey: USA vs USSR
- Pro Sport Hockey

## Q
Pas d'entrée.

## R
- RHI Roller Hockey 95

## S
- Slap Shot (1984)
- Slap Shot (1990)
- Slap Shot: Super Pro Hockey
- Solid Ice
- Stick Hunter: Exciting Ice Hockey
- Street Hockey
- Super Blood Hockey
- Super Ice Hockey
- Super Slap Shot
- Superstar Ice Hockey

## T
- Team Hat Trick
- Tecmo Super Hockey
- TV Sports Hockey

## U
Pas d'entrée.

## V
Pas d'entrée.

## W
- Wayne Gretzky and the NHLPA All-Stars
- Wayne Gretzky Hockey
- Wayne Gretzky Hockey 2
- Wayne Gretzky Hockey 3
- Wayne Gretzky's 3D Hockey '98
- World Ice Hockey

## X
Pas d'entrée.

## Y
Pas d'entrée.

## Z
Pas d'entrée.